# Sicista zhetysuica
Sicista zhetysuica (мишівка джунгарська, або мишівка жетіська) — вид мишоподібних ссавців з родини мишівкових. 

## Морфологічна характеристика
Вид описано і підтверджено на основі філогенетичних методів. Sicista zhetysuica — 2n = 34, Nfa = 54. Каріотип має шість пар акроцентричних аутосом. Кількість і форма пар двосторонніх аутосом відрізняється в порівнянні з каріотипом S. tianshanica s.str. — 2n = 32, Nfa = 56.
Довжина тіла 53–74 мм, хвіст 91–110 мм, задня стопа 15–18 мм, вага 9–11 грамів. Це один з найбільших видів мишівок. Волосяний покрив спини сірувато-коричневого забарвлення, черево — сірувато-жовте, підборіддя та горло білуваті. На грудях і боках тварин відсутні білі плями, які характерні для 81% особин S. tianshanica s.s.. Новий вид дещо менший за S. tianshanica s.s. і — хоча розміри вибірки досить малі — для довжини верхнього зубного ряду та довжини нижньої щелепи вимірювання для S. tianshanica та S. zhetysuica не перетинаються згідно з набором даних, опублікованим Shenbrot et al. (1995) і до вимірювань від голо- і паратипу.

## Середовище проживання
Вид проживає в Казахстані й Китаї. Описаний з Джунгарського Алатау, скоріш за все також мешкає в Саур-Тарбагтайській гірській системі. Населяє високотравні субальпійські луки.  

## Назва
Вид названо за назвою гірського хребта, розташованого на кордоні Алматинської області Казахстану та провінції Сіньцзян Китаю.